# Halowe Mistrzostwa Europy w Lekkoatletyce 1970 – sztafeta 1+2+3+4 okrążenia kobiet
Sztafeta szwedzka 1+2+3+4 okrążenia kobiet – jedna z konkurencji biegowych rozgrywanych podczas halowych lekkoatletycznych mistrzostw Europy w hali Stadthalle w Wiedniu. Rozegrano od razu bieg finałowy 15 marca 1970. Długość jednego okrążenia wynosiła 200 metrów. Zwyciężyła reprezentacja Francji. Tytułu z poprzednich igrzysk nie obroniła sztafeta Związku Radzieckiego, która tym razem zdobyła brązowy medal. Były to ostatnie mistrzostwa, na których rozegrano tę konkurencję. Od halowych mistrzostw w 1971 została ona zastąpiona sztafetą 4 × 2 okrążenia. 

## Rezultaty

### Finał
Rozegrano od razu bieg finałowy, w którym wzięły udział 4 sztafety.

Opracowano na podstawie materiału źródłowego.
| Miejsce | Reprezentacja | Zawodniczki                                                                | Czas   |
| ------- | ------------- | -------------------------------------------------------------------------- | ------ |
| 1       | Francja       | Sylviane Telliez, Mireille Testanière, Colette Besson, Nicole Duclos       | 4:58,4 |
| 2       | RFN           | Elfgard Schittenhelm, Heidi Gerhard, Christa Merten, Jutta von Haase       | 5:01,1 |
| 3       | ZSRR          | Ludmiła Gołomazowa, Olga Klein, Nadieżda Kolesnikowa, Swietłana Moszczenok | 5:02,2 |
| 4       | Austria       | Brigitte Ortner, Maria Sykora, Sissy Brandnegger, Monika Bouchal           | 5:20,8 |